# Luka Wadimowitsch Sgurski
Luka Wadimowitsch Sgurski (russisch Лука Вадимович Згурский, ukrainisch Лука Вадимович Згурський, * 5. Dezember 2005 in Sewastopol) ist ein russischer Fußballspieler.

## Karriere

### Verein
Sgurski begann seine Karriere bei SDYuShOR-5 in Sewastopol. Im Jahr 2016 wechselte er in die Jugendverein von PFK ZSKA Moskau, wo er bis 2023 spielte. Februar 2024 unterschrieb er einen Vertrag beim usbekischen Erstligisten FK Andijon. Sein Debüt in der Uzbekistan Super League gab er am 3. März 2024 in einem Spiel gegen AGMK. Anschließend wurde er 2025 an den kasachischen Klub FK Turan ausgeliehen.

### Nationalmannschaft
Im Jahr 2023 wurde Sgurski in die russische U-21-Nationalmannschaft berufen und absolvierte zwei Länderspiele.